# Муксіно (Аургазинський район)
Му́ксіно (рос. Муксино, башк. Мөҡсин) — присілок у складі Аургазинського району Башкортостану, Росія. Входить до складу Ішлинської сільської ради.
Населення — 37 осіб (2010; 40 в 2002).
Національний склад:
- татари — 92%